# Mårdøn Smet
Mårdøn Smet, właściwie Morten Schmidt (ur. 7 sierpnia 1961) – duński rysownik, twórca komiksów z postaciami znanymi z powieści Tove Jansson „Muminki” oraz postaciami pochodzącymi z uniwersum Kaczora Donalda.
Mimo zdobytego wykształcenia dającego mu uprawnienia do wykonywania zawodu kamieniarza, już w młodości zdecydował, że swoją przyszłość zwiąże z rysowaniem komiksów. Począwszy od roku 1979 jego prace ukazywały się m.in. nakładem niezależnego duńskiego wydawnictwa Balder & Brage’s. W 1983, wspólnie z Rune Kidde i Peterem Kielland-Brandtem założył własną wytwórnię: Tegneserieværkstedet (z czasem przemianowaną na Pinligt Selskab), z którą współpracowali również tak znani duńscy twórcy jak Teddy Kristiansen i Henrik Rehr.
W 1984 ukazał się narysowany przez Smeta album Spildte Guds ord på Balle-Lars – przeznaczona dla pełnoletnich czytelników publikacja, będąca pierwszą profesjonalną pracą artysty, zwróciła na niego oczy całego komiksowego świata. Po kilku latach wypełnionych tworzeniem mniej znaczących projektów, rysownik zaczął, w 1991, przeznaczoną pierwotnie na rynek fiński, pracę nad cyklem komiksów opisujących przygody mieszkańców stworzonej przez Tove Jansson Doliny Muminków. Pierwsza skierowana do dzieci praca Smeta spotkała się z ciepłym przyjęciem w całej Skandynawii, przynosząc artyście sławę oraz liczne nagrody – w 1995 drugi tom serii, komiks Długa droga do domu (duń. Den lange vej hjem) nagrodzony został na festiwalu komiksów odbywającym się w Kopenhadze. Ostatnim, ósmym stworzonym przez Smeta tomem z serii o Muminkach był Kongerubinen, po jego wydaniu, w 1999, wydawnictwo, zdegustowane prezentowanym przez artystę poczuciem humoru, zawiesiło cykl.
Równolegle z Muminkami, od 1991 roku, powstawał cykl Stig & Martha – kolejne w karierze Smeta dzieło przeznaczone dla pełnoletnich czytelników (głównie z uwagi na brutalność zawartego w nim czarnego humoru) ukazywało się gościnnie na łamach kilku duńskich, norweskich oraz portugalskich gazet. W 1995 stworzył, na zamówienie szwedzkiego wydawnictwa „Bacon & Ägg” cykl komiksów detektywistycznych Hieronymus Borsch.
Od 2004 roku Mårdøn Smet rysuje dla duńskiego wydawnictwa Egmont. Głównym bohaterem jego komiksów jest zwykle Superkwęk – alter-ego głównego bohatera serii, Kaczora Donalda. Ta część twórczości artysty jest najbardziej znana w Polsce, praktycznie wszystkie jego „kacze” komiksy (m.in. Narodziny herosa) ukazały się na łamach miesięcznika „Gigant Poleca”.